# Hetian (socken i Kina)
Hetian (kinesiska: 河田乡, 河田) är en socken i Kina. Den ligger i den autonoma regionen Guangxi, i den södra delen av landet, omkring 58 kilometer nordost om regionhuvudstaden Nanning.
Genomsnittlig årsnederbörd är 1 879 millimeter. Den regnigaste månaden är juli, med i genomsnitt 309 mm nederbörd, och den torraste är februari, med 37 mm nederbörd.